# Solasak Thilavong
Solasak Thilavong (* 3. November 2003 in Savannakhet) ist ein laotischer Fußballspieler.

## Karriere
Solasak Thilavong steht seit Mitte 2019 beim Young Elephants FC unter Vertrag. Der Verein aus der laotischen Hauptstadt Vientiane spielte in der ersten Liga des Landes, der Lao Premier League. Sein Debüt in der ersten Liga gab er am 11. Juli 2020 im Heimspiel gegen den Ezra FC. Hier stand er in der Startelf und spielte die kompletten 90 Minuten. 2020 und 2022 gewann er mit den Elephants den Lao FF Cup. Am Ende der Saison 2022 und 2023 feierte er mit dem Verein den Gewinn der laotischen Meisterschaft.

## Erfolge
Young Elephants FC
- Laotischer Meister: 2022, 2023
- Laotischer Pokalsieger: 2020, 2022